# Nelson Rock
Der Nelson Rock ist ein einzelner, dunkler und teilweise vereister Klippenfelsen vor der Mawson-Küste des ostantarktischen Mac-Robertson-Lands. Er liegt 5 km nördlich der Williams Rocks.
Kartiert wurde er 1954 bei einer der Australian National Antarctic Research Expeditions. Das Antarctic Names Committee of Australia benannte ihn nach Robert E. K. Nelson, Wetterbeobachter auf der Mawson-Station im Jahr 1962, der an der Triangulationsvermessung dieses Felsens und der Errichtung eines Leuchtfeuers auf ihm beteiligt war.